# 823 Sisigambis
823 Sisigambis
823 Sisigambis là một tiểu hành tinh ở vành đai chính, thuộc nhóm tiểu hành tinh Flora. Nó được xếp loại tiểu hành tinh kiểu S, có bề mặt sáng. Đường kính của nó khoảng 17 km và suất phản chiếu ánh sáng là 0.179 . Không biết rõ thời gian quay vòng của nó, nhưng dường như ít nhất cũng trên 12 giờ.
Tiểu hành tinh này do Max Wolf phát hiện ngày 31.3.1916 ở Heidelberg, và được đặt theo tên Sisygambis, mẹ của Darius III của Ba Tư.